# Bautasten Skovgaard
Bautasten Skovgaard est le nom d'un petit menhir situé près de Aakirkeby, commune de l'île de Bornholm, au Danemark.

## Situation
Il se dresse à environ six kilomètres à l'ouest de la commune, à proximité de la route de campagne Nexøvej.

## Description
Le monolithe mesure 1,50 m de haut pour 1,30 m de large à la base. La datation proposée de la pierre est comprise entre 1700 av. J.-C. et 375 apr. J.-C..